# Fuccbois
Fuccbois, reso graficamente F#*@bois, è un film del 2019 diretto da Eduardo Roy Jr. Si tratta dell'ultimo film realizzato da Roy prima della sua morte avvenuta nel 2022.

## Trama
Il ventitreenne Ace e il diciassettenne Miko, desiderosi entrambi di diventare attori famosi, partecipano ad alcuni concorsi di bellezza. A uno di questi concorsi i due conoscono il sindaco della città che li ricatta: se non andranno con lui in un resort su un'isola privata per una notte di sesso un loro video osceno verrà pubblicato su Internet. I due ragazzi, che sono anche personaggi famosi su Instagram con un notevole seguito di fan, cedono al ricatto, ma le cose vanno peggio di quanto possono immaginare.

## Distribuzione
Il film è stato presentato in anteprima al Cinemalaya Independent Film Festival il 3 agosto 2019.

## Accoglienza

### Critica
Il film ha ricevuto recensioni generalmente positive.

## Riconoscimenti
- 2019 - Cinemalaya Independent Film Festival[4]
  - Miglior attore non protagonista a Ricky Davao
  - Miglior regista
  - Nomination Miglior film
- 2020 - FAMAS Awards
  - Miglior attore non protagonista a Ricky Davao
  - Nomination Miglior montaggio
- 2020 - Gawad Urian Awards
  - Nomination Miglior attore a Royce Cabrera
  - Nomination Miglior attore non protagonista a Ricky Davao
  - Nomination Miglior montaggio
- 2020 - Young Critics Circle
  - Nomination Best Performance by Male or Female, Adult or Child, Individual or Ensemble in Leading or Supporting Role a Royce Cabrera e Kokoy De Santos
  - Nomination Miglior sceneggiatura
  - Nomination Best Achievement in Film Editing
  - Nomination Best Achievement in Cinematography and Visual Design
  - Nomination Best Achievement in Sound and Aural Orchestration